# وشتی بانیان
وشتی بانیان (انگلیسی: Vashti Bunyan؛ زادهٔ ۱۹۴۵ (۷۹–۸۰ سال)) یک موسیقی‌دان اهل بریتانیا است.